# ユニバーサルマナー検定
ユニバーサルマナー検定（ユニバーサルマナーけんてい）は、株式会社ミライロが主催・運営しており、 一般社団法人日本ユニバーサルマナー協会が認定している。

## 試験目的
高齢者や障害者など多様な方々に対するサポート方法やコミュニケーション方法の習得を目的とする。

## 受験資格
【3級】誰でも受講可能
【2級】3級認定者のみ受講可能
※3級との同日受講も可能
【1級】2級･3級認定者のみ認定
※研修カリキュラムや体験講座の単体受講は可能。レポートの提出には2級・3級の認定が必要。

## 受験料
■3級：5,500円
■2級：16,500円
■1級
【研修カリキュラム】※下記4つのうち3つ受講
認知症対応マナー研修：5,500円
LGBTQ+対応マナー研修：5,500円
ユニバーサルワーク研修：5,500円
ユニバーサルコミュニケーション研修：5,500円
【体験講座】
つながるUM：2,750円
【認定レポート】
申し込み：3,000円

## 試験
- 3級：なし
- 2級：あり（受講後に筆記試験）
- 1級：あり（レポート提出）

## カリキュラム
■3級：2時間
■2級
一日集中コース：約5時間
分割受講コース：約5時間（eラーニング形式での事前学習＋会場での実技研修約3時間）
■1級
認知症対応マナー研修：90分
LGBTQ+対応マナー研修：90分
ユニバーサルワーク研修：90分
ユニバーサルコミュニケーション研修：90分
つながるUM：90分～120分

## 合格点
2級：70点以上
1級：要項に記載の要件を満たしたレポートを提出すること
※レポート申込時に要項が閲覧できるようになる

## 合格率
非公開。

## 受講したことのある著名人
・櫻井翔さん（俳優・タレント）
・佐藤二朗さん（俳優・脚本家）
・宮沢りえさん（女優）
・佳山明さん（女優）
・上甲にかさん（女優）
・今藤洋子さん（女優）
・本間剛さん（俳優）
・鈴木楽さん（子役）
・工藤凌士さん（子役）
・堤泰之さん（劇作家・演出家）
・玄理さん（女優）
・生野陽子さん（フジテレビアナウンサー）
・松村未央さん（フジテレビアナウンサー）
・德田聡一朗さん（フジテレビアナウンサー）
・上坂嵩さん（メ～テレアナウンサー）
・新田朝子さん（アナウンサー）
・並木万里菜さん（アナウンサー）
・古旗 笑佳さん（テレビ東京アナウンサー）